# マルティン・ボルマン
マルティン・ルートヴィヒ・ボルマン（ドイツ語: Martin Ludwig Bormann、1900年6月17日 - 1945年5月2日頃）は、ドイツの政治家。名はボアマンと表記されることもある。
副総統ルドルフ・ヘスの失脚後、国民社会主義ドイツ労働者党（ナチ党）の実質的ナンバー2たる党官房長（Parteikanzlei）に就任し、総統アドルフ・ヒトラーの事実上の個人秘書を務め、その取り次ぎ役として権勢を振るった。親衛隊名誉指導者でもあり、親衛隊における最終階級は親衛隊名誉大将。ヒトラーの政治的遺書によってナチ党党首にあたる党担当大臣に指名された。
1945年4月29日、ヒトラーとエヴァ・ブラウンの結婚式に参列、翌日のヒトラーの自殺後に遺体の焼却を行ったが、戦闘の混乱の中で消息を絶った。戦後長い間行方不明とされ、ニュルンベルク裁判では欠席のまま死刑判決が下された。南アメリカへの逃亡などの生存説も流れたが、1973年に西ドイツ裁判所が正式に死亡と発表。1998年に総統地下壕脱出の際に青酸で服毒自殺していた事が証明された。

## 略歴

### 生いたち
ドイツ帝国プロイセン王国ザクセン州（現在はザクセン＝アンハルト州）のハルバーシュタット近郊のヴェーゲレーベンに生まれた。父は郵便局員テオドール・ボルマン（Theodor Bormann）。母はその妻で郵便代理人の娘アントニエ（Antonie）（旧姓メノング、Mennong）。父テオドールは短期間だがプロイセン胸甲騎兵連隊の軍楽隊でトランペット奏者をしていたことがある。父の軍内での階級は特務曹長だった。
テオドールとアントニエの夫妻には二人の息子があり、ボルマンは長男だった。弟にアルベルト・ボルマンがいる。ボルマンの「マルティン」の名は宗教改革家マルティン・ルターに因んで名付けられた。父テオドールは1903年、ボルマンが3歳の時に死亡した。半年後、母アントニエは生活を安定させるため、銀行支店長アルベルト・フォルホルン（Albert Vollhorn）と再婚した。
1909年にボルマン一家は継父とともにヴァイマルへ移住した。ヴァイマルの小学校を卒業した後、ヴァイマルの実科ギムナジウムに入学した。14歳の時に第一次世界大戦が勃発した。ボルマンは1918年に陸軍第55砲兵連隊に入隊したが、前線には出ていない。彼はニュルンベルクで将校の当番兵をしていた。軍での最終階級は砲兵二等兵だった。

### 第一次世界大戦後
戦後、継父の家には戻らず、メクレンブルクの大農場で農業助手として働くようになった。まもなく農場主ヘルマン・フォン・トロイエンフェルス（Hermann von Treuenfels）に秘書・会計係としての能力を認められて、メクレンブルク、パルヒム、ヘルツベルクの農場の管理を任せられた。トロイエンフェルスはドイツ義勇軍の活動に深く共鳴しており、義勇軍兵士を次々と自分の農場に受け入れていた。ボルマンは彼らの管理にもあたっていた。またボルマン自身も1922年にゲルハルト・ロスバッハ中尉率いる「ロスバッハ義勇軍」に入隊した。同義勇軍のメクレンブルク地区の部長兼会計責任者を務めた。1922年12月にはドイツ民族自由党（DVFP）に入党している。
1923年5月31日夜、ロスバッハ義勇軍のメンバーの小学校教師ヴァルター・カドウがリンチ殺害された。カドウは義勇軍から「ボルシェヴィキのスパイ」であるとの容疑をかけられ、ルール地方のフランス占領軍に対する抵抗の英雄であったアルベルト・レオ・シュラゲーターを占領軍に密告したと疑われており、また義勇軍から借りた大金を返さず、会計責任者のボルマンと金銭的なトラブルを抱えていた。1923年7月にボルマンはカドウ殺害の犯人の一人として逮捕された。1924年3月12日にライプツィヒで他の逮捕者ルドルフ・フェルディナント・ヘス（後のアウシュヴィッツ＝ビルケナウ強制収容所所長）らとともに裁判にかけられ、禁固1年の刑に処された。
1925年3月に刑期を終えて釈放された。ヘルマン・フォン・トロイエンフェルト所有のパルヒムの農場に帰り、農場管理の仕事に戻ったが、1925年5月にはこの職を離れることとなった。フォン・トロイエンフェルトの夫人エーレンガルトに手を出して主人の不興を買ったのが原因とも言われるが、定かではない。

### ナチ党入党
農場の仕事を失業した後、禁止されていた突撃隊の偽装組織「フロントバン」に入隊。1926年から1928年にかけてヴァイマルで発行されていたナチ党の新聞『国家社会主義者（Der National Sozialist）』の会計係となった。1927年2月に国家社会主義ドイツ労働者党（ナチ党）に入党した（党員番号60,508）。1927年4月に突撃隊に入隊した（最終的に1931年12月18日に突撃隊大佐に昇進している）。1927年11月から1928年11月にかけてナチ党のテューリンゲン大管区の報道部長に就任した。はじめボルマンが演説台に立った事もあったが、ボルマンは演説者としてはまったくの無能であり、落ち着きがなかったり、どもったりすることが多く筋道を立てて話すことができなかった。ついにはボルマンが演説台に上がっただけで聴衆の嘲笑がおこるようになったため、党はボルマンに演説を禁止した。そのためボルマンの演説を記録したテープは現存していない。1928年4月から11月にかけてはテューリンゲン大管区の会計責任者となった。

### 救済基金責任者
1928年11月15日には突撃隊の最高司令部の中におかれた救済基金（共産党などとの殴り合いで負傷したが、治療費を出すことが出来ない同志のための金庫）部門に勤務した。さらに1930年8月25日にはこの組織が党全体の救済基金部門となり、ボルマンがその部長に任じられた。この任務をへて突撃隊財政支援の専門家と化したボルマンは裏方の事務に徹して確実に勢力を拡大させていく。
1929年9月2日にはナチ党の有力者ヴァルター・ブーフの娘ゲルダと結婚。二人の結婚式にはアドルフ・ヒトラーも立会人として出席している。1930年4月14日に長男を儲けたボルマンは、ヒトラーの名前と自分の名前に因んでアドルフ・マルティンと名付けた。

### ヒトラーの側近

#### ヘスの副官時代

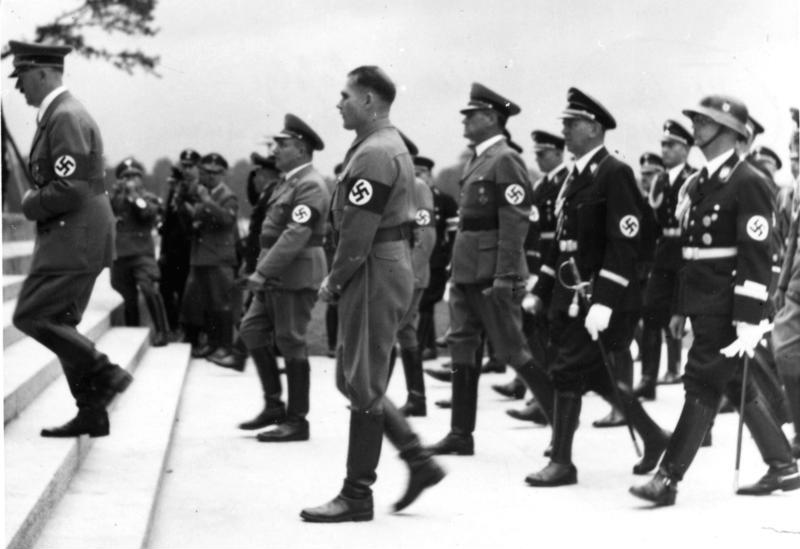
1938年9月6日、ヒトラー（左端）に従って歩くヘス（手前）とボルマン（奥）。

1933年1月30日、アドルフ・ヒトラーとナチ党が政権を掌握。ボルマンは1933年7月4日に副総統（ルドルフ・ヘス）個人秘書兼幕僚長（Persönlicher Sekretär und Chef der Stabskanzlei des Stellvertreters des Führers）に任じられた。これを機にボルマンは救済基金の事務所からヘスの事務所へ移ることとなった。以降ヘスが英国に単独飛行して失脚する1941年まで、彼の秘書という立場でヒトラーの側で活動していくこととなる。
アルフレート・ローゼンベルクは、ヘスの秘書をしていた時期のボルマンについてこう回顧している。「ヘスを訪問すると、ボルマンの姿を時折見かけたが、後にはほとんど一緒にいた。この数年総統昼食会に出ていたが、後にはゲッベルスの横にボルマンがいつも姿を見せていた。総統は明らかにヘスにいらついており、ボルマンが代わりに命令を処理していた。この時点から彼の『なくてはならない存在』を目指した活動が始まった」。
彼は絶えず鉛筆とメモ用紙を持ってヒトラーの言葉をメモに取っていた。バルドゥール・フォン・シーラッハがそのメモは何に使うのかとボルマンに聞くとボルマンは「総統が考えていることを常に把握しておきたいからだ」と答えたという。
またボルマンは1933年7月3日に「アドルフ・ヒトラー・ドイツ産業界基金」の責任者に任じられていた。これはクルップなどドイツ産業界がヒトラーに献金を行うために作った機関である。この機関の金について会計報告は不要とされていた。金銭に無頓着なヒトラーに代わってボルマンがこの金を預かっていた。オーバーザルツベルクのヒトラー山荘ベルクホーフの改築もボルマンが請け負い、ヒトラーから高く評価された。
形式的な肩書も増強されていった。1933年10月10日にはナチ党全国指導者の一人に任じられた。さらに1933年11月12日の選挙によりナチ党の国会議員になった。1935年9月7日には帝国農業審議会（Reichsbauernrat）のメンバーとなった。1937年1月30日には親衛隊に名誉隊員として入隊し、親衛隊中将の肩書を与えられた（隊員番号ははじめ278,267だったが、1938年にハインリヒ・ヒムラーから特別な隊員番号555を与えられた。また階級は1940年7月24日に親衛隊大将に上っている）。
しかしながら、ヘスの秘書時代のボルマンは他の党幹部からはさほど関心を払われる存在ではなかったようである。ヨーゼフ・ゲッベルスも、この時期の日記にはボルマンについて「ボルマンという名前のある党員は」といった書き方をしている。

#### ナチ党官房長

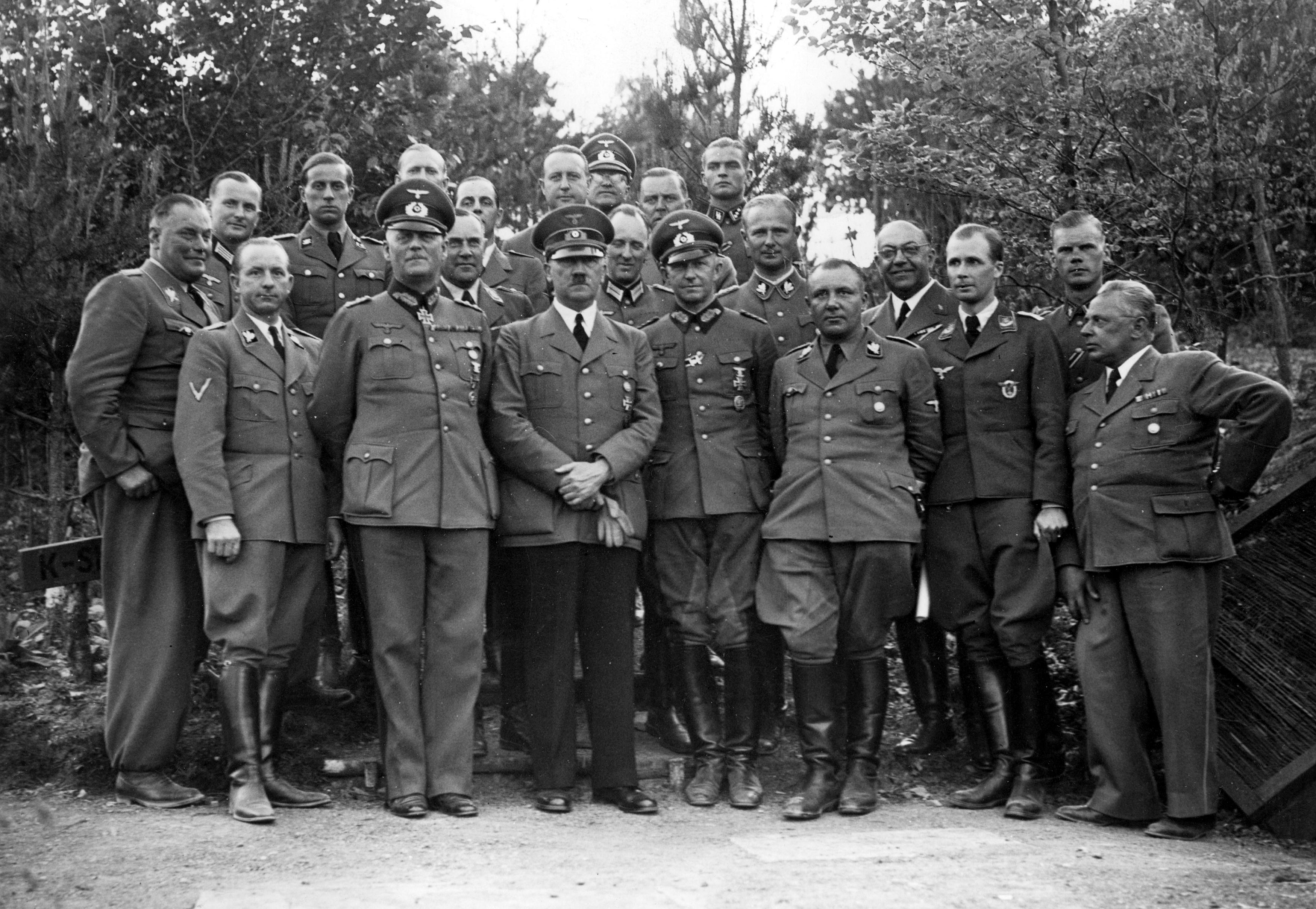
1940年6月、東プロイセンの総統大本営「狼の巣」。最前列左からオットー・ディートリヒ、ヴィルヘルム・カイテル元帥、ヒトラー、アルフレート・ヨードル将軍、ボルマン。

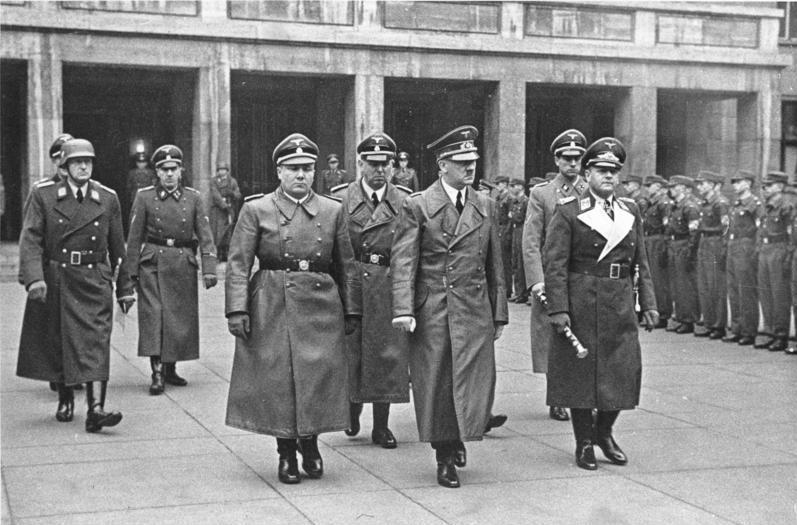
1941年11月28日、ベルリン。ヒトラー（最前列中央）とボルマン（最前列左）。

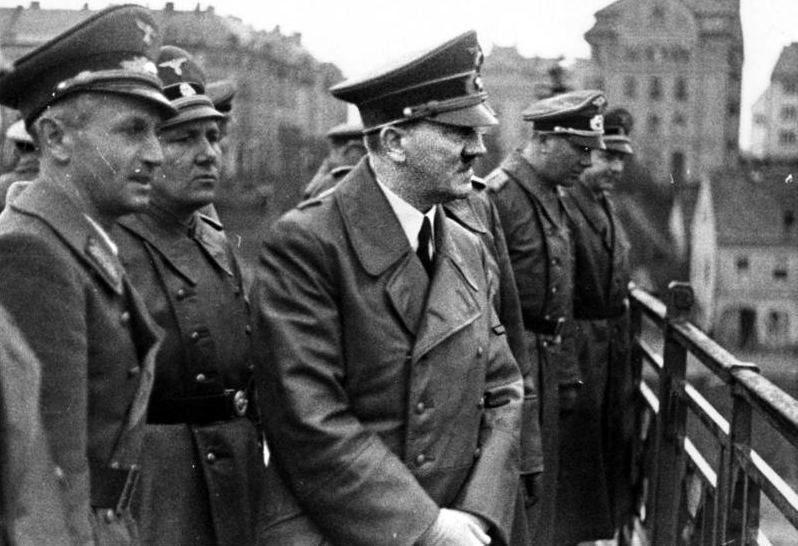
1941年、マリボル。ヒトラー（中央）とボルマン（ヒトラーの後ろ）。

第二次世界大戦勃発前後はまだ地位を固め始めたばかりで国家政策や党の方針決定に影響を持ってはいなかったが、1941年5月10日にヘスが独断で和平交渉のためにイギリスへ飛び去った後に、その地位が変わってくる。5月11日にヘス渡英を聞いたヒトラーは、はじめ秘書であるボルマンを共犯者と疑い、彼を招集したが、ボルマンはすぐにヘスを批判して「無実」であることを証明した。この件を機に、ボルマンはヘス夫妻に因んで名前をつけた次男ルドルフと長女イルゼの名前をそれぞれヘルムートとアイケに変えさせている。
さらに、ボルマンは後継の副総統の座を狙ったが、5月13日にヘス単独飛行の件で党幹部がオーバーザルツベルクの山荘に招集され、この際にヘルマン・ゲーリング国家元帥が、ヒトラーに直談判してボルマンの副総統就任に反対の意をはっきりと示した。これにヒトラーは彼の副総統就任はあり得ない事をゲーリングに明言している。結局、副総統の事務所は党官房（Partei-Kanzlei der NSDAP）と名を改められ、ボルマンはその責任者である党官房長に就任することとなった。副総統の地位は空位で保留されたものの、代わりに党官房長に任命されたボルマンは以降大きな影響力を得るに至る。当時、ヒトラーはドイツ軍最高司令官として、軍務に専念するようになっており、党務にまでとても手が回らなくなっていた。そのため、党の運営は事実上ボルマンにより掌握される事となった。また党組織のみならず、軍部や行政機構にも影響を及ぼすようになっていった。
1941年5月29日、国務大臣に列するとともに国防閣僚会議の常任議員となる。
さらに、党官房長や大臣職より地味であるが、より重要なものとして総統の個人秘書的な立場を手に入れたことがある。この職位には初め名称がなく、1943年4月12日になってようやく「総統秘書及び個人副官（Sekretär und Persönlicher Adjutant des Führers）」という名称を冠された。しかし、この地位を手に入れた事はボルマンにとって非常に大きく、ヒトラーの秘書として公私に渉り密接な関係を結ぶきっかけとなった。
秘書となったボルマンは、常に彼のそばを歩くようになり、菜食主義の禁煙家であったヒトラーのために大好物の肉やタバコを控えるようにするなど、徹底的に彼に合わせた生活を送るようになった。また、ヒトラーの愛犬「ブロンディ」を用意したのもボルマンだった。こうしたヒトラーの影のように仕える奉仕ぶりや、彼がどの報告に目を通し、どの人間に会うかを決める権限を実質的にボルマンが有した。そのため「ヒトラーの耳に情報が入るには、まずボルマンを介さなくてはならない」と揶揄されるようになった。情報を監督するために、ヒトラーのプライベートな会話も逐一記録させていた。「ボルマン覚書」や「ヒトラーのテーブル・トーク」の名前で知られるこれらの記録は、ヒトラーやナチズムに関する一級資料として残され、後にヒュー・トレヴァー＝ローパー解説により出版された。
ボルマンはヒトラーへの情報統制を制度化しようと試み、1943年1月には首相官房長官ハンス・ハインリヒ・ラマースとOKW総長ヴィルヘルム・カイテル元帥とともに「三人委員会（Dreimännerkollegiums）」を創設した。この委員会は総統に出された提案を総統に通すかどうかを審議するための機関であった。しかし他の党幹部から強い反発を受けたため、1944年には解散した。
1943年2月のスターリングラード攻防戦の敗北以降、ヒトラーは総統大本営に引きこもりがちになった。以降、ヒトラーが主要幹部の中で定期的に会うのはボルマン、カイテル元帥、OKW作戦本部長アルフレート・ヨードル上級大将の三人だけになった。それ以外は稀に親衛隊全国指導者ハインリヒ・ヒムラー、ゲッベルス、ゲーリングのほか、軍の各司令官たちが現れるぐらいであった。他の来訪者はヒトラーがどうしても直接会う必要がある者だけに限られ、その判断はボルマンに一任されていた。また、総統大本営へ入るためにはボルマンの許可証が必要であった。そのため、ボルマンの権勢はドイツの戦況悪化、ヒトラーの隠遁化とともに膨張していくこととなった。
1941年以降の反ユダヤ主義関連の命令文書にはほとんど例外なくボルマンの副署があり、ホロコーストにも重大な責任を負っていた。ユダヤ人を東部に移送する命令や親衛隊の下にユダヤ人の管理を強化する命令、ユダヤ人虐殺を隠蔽するための命令書にサインしている。
1944年9月25日には、ゲッベルスの下に創設された国民突撃隊の政治・組織指導者に任じられた。
ドイツの敗色が濃くなってきても、ボルマンの権力欲は衰えなかった。1944年12月にはボルマンの最大のライバルであるヒムラーがオーバーライン軍集団司令官に任じられ、さらに1945年1月にはヴァイクセル軍集団の司令官として、赤軍との戦闘を指揮した。しかし、まともな軍事教養をもたないヒムラーにこのポストを与えるのは異常な人事であり、案の定ヒムラーは無能な指揮官ぶりを示して更迭されることとなった。この件でヒムラーの権威に大きく傷が入ることとなったが、参謀総長ハインツ・グデーリアン上級大将によると、これはボルマンが彼を追い落とすためにヒトラーに入れ知恵した結果の人事であったという。
1945年4月16日、赤軍はベルリン占領を目的とするベルリン作戦を発動し、ベルリンの戦いが始まった。4月23日、先にベルリンを脱出していたゲーリングがベルヒテスガーデンからベルリンの総統地下壕に向けてヒトラーに指揮権の委譲を要求する電報を送った。これはOKW作戦部長ヨードルから「総統は自決する意志を固め、連合軍との交渉はゲーリングが適任と言った」という連絡を受けたためだった。電報を受けたボルマンは「ゲーリングが裏切った」とヒトラーに報告した。彼は激怒し、ゲーリングの全官職からの解任を命令した。ただし、ボルマンが要求した銃殺刑は却下している。そのため、独断でベルヒテスガーデンにいる親衛隊将校にゲーリングの逮捕命令を出している。

### 最期
4月30日、ヒトラーは遺言でボルマンを遺言執行人、そして「ドイツ国党担当大臣（Reichsparteiminister）」に任命して自殺した。
5月1日23時、官庁街防衛司令官ヴィルヘルム・モーンケが中心となって、いくつかの脱出グループを編成して、総統地下壕から順次脱出を開始した。ボルマンはヒトラーの主治医であるルートヴィヒ・シュトゥンプフエッガー、全国青少年指導者アルトゥール・アクスマン、ハインツ・リンゲの四人一組で地下壕を出発した。Uバーンの地下トンネルを通ってフリードリヒシュトラーセ駅から地上へ出た。そこからシュプレー川を渡るため戦車を先頭にしてヴァイデンダム橋を渡ろうとしたが、戦車はすぐに赤軍の攻撃で撃破され、脱出グループの何人かが巻き添えで死亡した。ボルマンを含む残りのメンバーは何とか川を渡って、線路に沿ってレアター駅方面へ向かったが、そこでアクスマンは副官と共に他のメンバーと分かれて反対方向へ進むことにした。しかし、赤軍の警戒が厳しく発見されそうになったため、ボルマン達の方へ戻ったところ、鉄道操車場近くの橋の上でボルマンとシュトゥンプフエッガーの遺体を発見した。しかし、遺体の死因を確認するどころでは無く、すぐにその場から立ち去っている。なお、アクスマンはベルリンから脱出に成功し、戦後の12月に連合軍に逮捕された。
戦後、「総統官邸から北に数キロのヴァイデンダム橋付近で両名の遺体を目撃した」という上記の通りの証言がアクスマンらにより複数発表された。発掘が行われたが、それらしき遺体は発見できなかった。またボルマンと共に脱出を図ったハインツ・リンゲも「ボルマンが砲撃に巻き込まれるのを見た」と証言している。しかし、遺体を発見できなかったソ連を含む連合国はボルマンの死亡を認めず、ニュルンベルク裁判では欠席裁判のまま1946年10月1日に死刑判決が下された。1954年10月にはベルヒテスガーデン地方裁判所はボルマンの死亡を宣言した。
その後も彼の遺体は見つからず、1960年にアルゼンチンで逃亡生活中にモサドに拘束されたアドルフ・アイヒマンが、イスラエルでの裁判中に「彼は南米で生きている」と証言したことで、「ブラジルへ逃亡しナチス残党を集めてナチスの再建を図っている」という噂がまことしやかに語られるようになり、ブラジルでは現地のマスコミが、ドイツ系が多いことで有名なブルメナウなどの南部を中心に「ボルマンの居所をつかんだ」というような根拠のない報道が度々なされることとなった。また、チリにある「コロニア・ディグニダにかくまわれている」との噂まであった。
1972年12月、ヴァイデンダム橋から遠くないレアター駅近くの工事現場で2体の人骨が偶然発見された。歯科医・法医学者・形質人類学者が鑑定した結果、シュトゥンプフエッガーとボルマンのものであることが確認された。遺体の口にはカプセルのガラス片と青酸の痕跡が認められ、自殺を図った可能性が示唆された。このことから1973年3月11日、西ドイツの裁判所は正式にボルマンの死亡を発表した。しかし、その後もユダヤ人組織などが生存説を支持して行方を追ったりもしていた。
1998年にはDNA鑑定が行われ、人骨がボルマンのものであることが再確認された。その後遺骨は火葬され、バルト海に散骨された。

## 人物
- 身長は170センチ。ナチ党政権下の享楽的な生活で肥満し「ずんぐり」と形容される体型になった[36]。
- ヒトラーの側近という立場、また上司に媚びへつらう一方で、部下には冷酷に接する態度のために、他の党幹部や国防軍高官からは非常に嫌われ、疎まれていた[36]。ヒムラーやゲーリングはボルマンの排斥を試みたものの、彼が基金の責任者としてナチ党の資金を牛耳っていたため、失敗している[37]。ゲーリングはニュルンベルク裁判において「ヒトラーがもっと早く死んで、私が総統になっていたら真っ先にボルマンを消していただろう」と発言している。アルベルト・シュペーアも「ヒトラーがボルマンについて少しでも批判的な事を言ったなら、彼の敵は全員その喉首に飛びかかっただろう」と述べている[38]。
- 漁色の癖も他の党幹部の中ではひときわ酷く、副官に「スカートをはいた物なら何でも追い回す」と揶揄されるほどであった。そのため、エヴァ・ブラウンもボルマンをひどく嫌っていた[39]。
- ヘビースモーカーだったが、ヒトラーの側近となってからは、タバコ嫌いの彼の前では決して吸わなかった。吸うときはトイレで吸ったという[40]。
- カメラで撮られることを嫌い、公表される写真にできるだけ顔を出さないようにしていたため、国民からの知名度は低かった[37]。

## 家族
- ナチスの幹部についてしばしば評される「職場では冷酷残忍、家庭では良き夫」という言葉のとおり、ボルマンもまた家庭では良き夫であり父だった。ボルマンはゲルダ・ブーフと結婚し、10人の子供がいた[41]。ただ、漁色家のボルマンは妻の他にも愛人を持っていた上に、その事実を妻に隠そうともしなかった。ゲルダはボルマンの「自分の浮気はナチズムのより大きな利益につながる」という説明を信じており、むしろ自分と愛人を交互に出産させるようにして、いつでも動員できる妻を持つよう夫にすすめていた[39]。敗戦直前、秘書ヘルムート・フォン・フンメルの機転で一家は南チロルへ脱出。ゲルダは1946年に癌で死亡。子供たちは孤児院で養育された。

- 弟のアルベルト・ボルマンもヒトラーの秘書として仕えている。ボルマン兄弟はヒトラーの信任を巡って絶えず暗闘を繰り返しており、互いに憎み合っていた。

## 語録

### ボルマン本人の発言
- 「沈黙が普通は一番賢い。人はどんなことがあってもいつも真実を言うべきなのではなく、十分な理由があってそれが本当に必要な時だけ言えばいい」（妻への手紙の一文）[42]
- 「僕は嫌というほど知らされた。醜さ、歪曲、中傷、おべっか、愚かさ、低脳、野心、虚栄心、金銭欲。要するに人間の嫌な面ばかり。ヒトラー総統が僕を必要とされている間はどうにもならないが、いずれ僕は政治から離れる。決心したんだ！」（1944年10月7日の妻へあてた手紙）[43]

### 人物評
- 「ボルマンが残忍なのは分かっている。しかし、あいつの関わった仕事には筋が通っている。ボルマンに任せれば、私の命令は直ちにどんな障害があっても実行される。ボルマンの報告書は実に正確に仕上げられているから、私はイエスかノーと言うだけで済む。他の連中なら何時間もかかる書類の山も、あいつなら10分で片づける事が出来る。六カ月後に私にこれを思い出させてくれ、とボルマンに頼んだら、実際に思い出させてくれると確信できる。」（アドルフ・ヒトラー）[44][45]
- 「彼は雄牛のような男だが、誰も次の事を忘れてはならない。ボルマンに難癖をつける者は、私に難癖をつけているのと同じだ。そしてこの男に逆らう者には誰であれ、私は銃殺命令を出す。」（アドルフ・ヒトラー）[46]
- 「ボルマンは大した権力を持っていた。ボルマンは私も知らないようなヒトラーの極めてプライベートな事を熟知していた。たとえばベルリンの総統地下壕では午前4時まで、場合によっては午前6時まで開かれるお茶会があった。その際にヒトラーが同席を認めたのは女性秘書たちとボルマンだけだった。このような場でしばしば重要な決定が下される事も少なくなかった。」（ヘルマン・ゲーリング）[47][48]
- 「ボルマンは総統を墜落させ、ナチの理想を墜落させた。彼はヒトラーに媚びへつらう、卑屈な下男だった。」（ポーランド総督ハンス・フランク）[49]
- 「彼は決して長い休暇を取ったりしなかった。自分の影響力が少なくなる事を絶えず気にかけていた。」（1969年、ヒトラー内閣軍需大臣アルベルト・シュペーア[50]
- 「複雑な問題を単純化し、簡単明瞭な形で提示し、その要点を明確な文章で短く表現する能力をボルマンは持っていた。手際はまことに鮮やかであったから、彼の圧縮されきった報告書にはその問題に対する答えが暗に含まれていた。」（SD対外局長ヴァルター・シェレンベルク親衛隊少将）[45]
- 「部下にとって彼は何をやりだすかわからない上司だった。いま非常に友好的に、礼儀正しく彼らに接していたかと思うと、数分後にはサディスティックなやり方で散々に貶した。しばしば彼は荒れ狂ったので、誰もが思わず目の前に気の狂った男がいるという印象をもった。」（ヒトラーの運転手エーリヒ・ケンプカ）[48]
- 「個人的功名心、権力欲、財政も含めて組織や管理の問題を処理する事務能力、強い劣等感、それらが調和せずにバラバラに合成された物が彼の性格だった。彼は自分に関心のある事しか考えない冷たい活動家としてスターリンの道をたどっていた。つまり厳格な党独裁の価値をよく理解しており、その考えに基づいて党を組織的に強化した。」（ヒトラー内閣食糧相リヒャルト・ヴァルター・ダレ）[38]

## キャリア

### 階級
- 1918年6月、砲兵二等兵
- 1931年12月18日、突撃隊大佐
- 1933年10月10日、全国指導者
- 1937年1月30日、親衛隊中将
- 1941年5月29日、親衛隊大将[5]

### 受章
- 黄金ナチ党員章（1934年）
- 血盟勲章（1938年9月5日）
- ナチ党勤続章
  -  勤続10年銅章
  -  勤続15年銀章
- 大管区名誉徽章
  - ヴァルテラント大管区名誉徽章
  - テューリンゲン大管区名誉徽章
    - 銀鷲章
- オリンピック勲章（ドイツ語版）
  - 一級オリンピック勲章（1936年）
- フロントバン徽章（1932年）
- 親衛隊名誉短剣（ドイツ語版）
- 親衛隊全国指導者名誉長剣（1937年12月1日）
- 親衛隊名誉リング（1937年12月1日）
- 親衛隊私服ピン（ドイツ語版）（2402番）（1937年2月）
- 古参闘士名誉章
- イタリア王冠勲章（イタリア語版）（イタリア王国勲章）
  - 大将校章
- ローマ鷲勲章（イタリア語版）（イタリア王国勲章）
  - 大十字章
- 功労勲章（ハンガリー語版）（ハンガリー王国勲章）[3]

## 登場する作品
- アドルフに告ぐ - 史実同様、長年ヒトラーに忠実に仕え続けてきたが、本作においては敗戦直前、ヒトラーが遺言でデーニッツやゲッベルスよりも格下のポストしか与えなかった事や、現実に目を逸らす態度を取り続ける事に愛想を尽かし、ヒトラーを自殺に見せかけて殺害する指示を部下のランプに出している。
- BLOOD+
- ゴルゴ13 - ビッグコミックにて1982年4月発表の第185話『崩壊 第四帝国 狼の巣』で登場。南米に逃亡し、ネオナチの指導者となっている。
- ソルジャーブルース - 最終話に登場。南米に逃亡し、ネオナチの指導者となっている。
- ヒトラー 〜最期の12日間〜 - トーマス・ティーメが演じている。
- ブラジルから来た少年
- スパイ大作戦
- 高い城の男 - フィリップ・K・ディックの歴史改変SF。ドイツと日本が連合国に勝利した設定。
- ザ・グレイト・ロックンロール・スウィンドル
- わが教え子、ヒトラー